# Eslésvico-Holsácia
Eslésvico-Holsácia, grafia aportuguesada do alemão Schleswig-Holstein, é o mais setentrionial dos 16 estados federais (Länder) da Alemanha. Sua capital é Kiel; porém Lubeque, outrora importante cidade-membro da Liga Hanseática, é um dos principais centros urbanos do estado. Eslésvico-Holsácia se limita com a Dinamarca ao norte, o Mar Báltico ao leste, com Meclemburgo-Pomerânia Ocidental a sudeste, com a Baixa Saxônia ao sul e sudoeste (com Hamburgo entre os dois estados) e com o Mar do Norte ao oeste.
Antes da unificação da Alemanha, tanto o Eslésvico como a Holsácia eram ducados autônomos sob a tutela da Coroa dinamarquesa. Em 1864, uma coalizão entre a Prússia e a Áustria conquistou ambos os territórios e repartiu-os entre si (Guerra dos Ducados do Elba). Contudo, poucos anos depois, a Prússia declarou também guerra à Áustria (Guerra Austro-Prussiana) e anexou o território remanescente à Confederação da Alemanha do Norte até que em 1871, esta foi substituída pelo Império Alemão, entrementes proclamado.
Após a Primeira Guerra Mundial, da qual a Alemanha saiu derrotada, e a subsequente assinatura, em 1919, do Tratado de Versalhes, a região do Eslésvico do Norte majoritariamente habitada por populações de língua dinamarquesa, foi cedida à Dinamarca após um plebiscito. No mesmo referendo, as demais áreas decidiram pela permanência do Eslésvico não danófono como parte integrante do Estado alemão.

## Administração
Eslésvico-Holsácia está dividido em 11 distritos (Kreise, singular Kreis; ou ainda distritos rurais: Landkreise, singular Landkreis) e 4 cidades independentes (Kreisfreie Städte; ou ainda distritos urbanos: Stadtkreise, singular Stadtkreis).
Os 11 distritos (kreise):
| 1. Dithmarschen 2. Ducado de Lauemburgo (Herzogtum Lauenburg) 3. Frísia do Norte (Nordfriesland) 4. Holsácia Oriental (Ostholstein) 5. Pinneberg 6. Plön | 1. Rendsburg-Eckernförde 2. Eslésvico-Flensburgo (Schleswig-Flensburg) 3. Segeberg 4. Steinburg 5. Stormarn |

Além disso, há ainda quatro cidades independentes (Kreisfreie Städte), que não pertencem a nenhum distrito:
- KI - Kiel
- HL - Lubeque (Lübeck)
- NMS - Neumünster
- FL - Flensburgo (Flensburg)

## Lista dos Ministros-Presidentes de Eslésvico-Holsácia
1. 1945 - 1947: Theodor Steltzer
2. 1947 - 1949: Hermann Lüdemann
3. 1949 - 1950: Bruno Diekmann
4. 1950 - 1951: Walter Bartram
5. 1951 - 1954: Friedrich-Wilhelm Lübke
6. 1954 - 1963: Kai-Uwe von Hassel (CDU)
7. 1963 - 1971: Helmut Lemke
8. 1971 - 1982: Gerhard Stoltenberg (CDU)
9. 1982 - 1987: Uwe Barschel (CDU)
10. 1987 - 1988: Henning Schwarz (CDU)
11. 1988 - 1993: Björn Engholm (SPD)
12. 1993 - 2005: Heide Simonis (SPD)
13. 2005 - : Peter Harry Carstensen (CDU)

## Política

### Eleições estaduais
| Ano  | %    | D   | %    | D   | %   | D   | %    | D   | %    | D   | %    | D  | %   | D   | %   | D   | %   | D   | %       | D       | %   | D   | %   | D   |
| Ano  | SPD  | SPD | CDU  | CDU | SSW | SSW | FDP  | FDP | BHE  | BHE | DP   | DP | NPD | NPD | GRÜ | GRÜ | DVU | DVU | PDS/LIN | PDS/LIN | PIR | PIR | AfD | AfD |
| ---- | ---- | --- | ---- | --- | --- | --- | ---- | --- | ---- | --- | ---- | -- | --- | --- | --- | --- | --- | --- | ------- | ------- | --- | --- | --- | --- |
| 1947 | 43,8 | 43  | 34,0 | 21  | 9,3 | 6   | 5,0  | -   |      |     |      |    |     |     |     |     |     |     |         |         |     |     |     |     |
| 1950 | 27,5 | 19  | 19,8 | 16  | 5,5 | 4   | 7,1  | 8   | 23,4 | 15  | 9,6  | 7  |     |     |     |     |     |     |         |         |     |     |     |     |
| 1954 | 33,2 | 25  | 32,2 | 25  | 3,5 | -   | 7,5  | 5   | 14,0 | 10  | 5,1  | 4  |     |     |     |     |     |     |         |         |     |     |     |     |
| 1958 | 35,9 | 26  | 44,4 | 33  | 2,8 | 2   | 5,4  | 3   | 6,9  | 5   | 2,8  | -  |     |     |     |     |     |     |         |         |     |     |     |     |
| 1962 | 39,2 | 29  | 45,0 | 34  | 2,4 | 1   | 7,9  | 5   | 4,2  | -   |      |    |     |     |     |     |     |     |         |         |     |     |     |     |
| 1967 | 39,4 | 30  | 46,0 | 34  | 1,9 | 1   | 5,9  | 4   |      |     | 5,9  | 4  |     |     |     |     |     |     |         |         |     |     |     |     |
| 1971 | 41,0 | 32  | 51,9 | 40  | 1,4 | 1   | 3,8  | -   | 1,3  | -   |      |    |     |     |     |     |     |     |         |         |     |     |     |     |
| 1975 | 40,1 | 30  | 50,4 | 37  | 1,4 | 1   | 7,1  | 5   | 0,5  | -   |      |    |     |     |     |     |     |     |         |         |     |     |     |     |
| 1979 | 41,7 | 31  | 48,3 | 37  | 1,4 | 1   | 5,8  | 4   | 0,2  | -   | 2,4  | -  |     |     |     |     |     |     |         |         |     |     |     |     |
| 1983 | 43,7 | 34  | 49,0 | 39  | 1,3 | 1   | 2,2  | -   |      |     | 3,6  | -  |     |     |     |     |     |     |         |         |     |     |     |     |
| 1987 | 45,2 | 36  | 42,6 | 33  | 1,5 | 1   | 5,2  | 4   | 3,9  | -   |      |    |     |     |     |     |     |     |         |         |     |     |     |     |
| 1988 | 54,8 | 46  | 33,3 | 27  | 1,7 | 1   | 4,4  | -   | 1,2  | -   | 2,9  | -  |     |     |     |     |     |     |         |         |     |     |     |     |
| 1992 | 46,2 | 45  | 33,8 | 32  | 1,9 | 1   | 5,6  | 5   |      |     | 5,0  | -  | 6,3 | 6   |     |     |     |     |         |         |     |     |     |     |
| 1996 | 39,8 | 33  | 37,2 | 30  | 2,6 | 2   | 5,7  | 4   | 8,1  | 6   | 4,3  | -  |     |     |     |     |     |     |         |         |     |     |     |     |
| 2000 | 43,1 | 41  | 35,2 | 33  | 4,1 | 3   | 7,6  | 7   | 1,0  | -   | 6,2  | 5  |     |     | 1,4 | -   |     |     |         |         |     |     |     |     |
| 2005 | 38,7 | 29  | 40,2 | 30  | 3,6 | 2   | 6,6  | 4   | 1,9  | -   | 6,2  | 4  | 0,8 | -   |     |     |     |     |         |         |     |     |     |     |
| 2009 | 25,4 | 25  | 31,5 | 34  | 4,3 | 4   | 14,9 | 14  | 0,9  | -   | 12,4 | 12 | 6,0 | 6   | 1,8 | -   |     |     |         |         |     |     |     |     |
| 2012 | 30,4 | 22  | 30,8 | 22  | 4,6 | 3   | 8,2  | 6   | 0,7  | -   | 13,2 | 10 | 2,3 | -   | 8,2 | 6   |     |     |         |         |     |     |     |     |
| 2017 | 27,3 | 21  | 32,0 | 25  | 3,3 | 3   | 11,5 | 9   | 0,7  | -   | 12,9 | 10 | 3,8 | -   | 1,2 | -   | 5,9 | 5   |         |         |     |     |     |     |

## Literatura
- Hippolyt Haas, Hermann Krumm u. Fritz Stoltenberg:Schleswig-Holstein meerumschlungen in Wort und Bild , Kiel 1896
- Gumpert, Gregor und Tucai, Ewald: Schleswig-Holstein. Ein literarisches Porträt, Neumünster 2010: Wachholtz. ISBN 3-529-06122-0
- Bernd Hoefer: Gesetze des Landes Schleswig-Holstein 3. Auflage 2009, ISBN 978-3-936773-47-7
- Robert Bohn: Geschichte Schleswig-Holsteins, München 2006: C.H. Beck. ISBN 978-3-406-50891-2
- Klaus-Joachim Lorenzen-Schmidt, Ortwin Pelc (Hg.): Das neue Schleswig-Holstein Lexikon, Neumünster 2006: Wachholz. 2. Auflage. ISBN 3-529-02441-4
- Hanswilhelm Haefs: Ortsnamen und Ortsgeschichten in Schleswig-Holstein, Norderstedt 2004. ISBN 3-8334-0509-0
- Ulrich Lange (Hg.): Geschichte Schleswig-Holsteins, Neumünster 2003: Wachholtz. ISBN 3-529-02440-6
- Jann Markus Witt, Heiko Vosgerau (Hg.): Schleswig-Holstein von den Ursprüngen bis zur Gegenwart. Eine Landesgeschichte, Hamburg 2002: Convent. ISBN 3-934613-39-X
- Uwe Carstens: Parteiendemokratie in Schleswig-Holstein, in: „Demokratie in Schleswig-Holstein. Historische Aspekte und aktuelle Fragen“, hrsg. von Göttrik Wewer, Opladen 1998, ISBN 3-8100-2028-1
- Uwe Carstens: Das Flüchtlingsproblem in Schleswig-Holstein, Veröffentlichung des Schleswig-Holsteinischen Landesarchivs, Schleswig 1997, ISBN 3-931292-51-7
- Brandt, Otto und Klüver, Wilhelm: Geschichte Schleswig-Holsteins, Mühlau Kiel 1981, 8. Auflage
- Predefinição:GKD
- Schleswig-Holsteinische Bibliographie